# Luzula multiflora
Luzula multiflora é uma espécie de planta com flor pertencente à família Juncaceae. 
A autoridade científica da espécie é (Retz.) Lej., tendo sido publicada em Flore des Environs de Spa 1 1811.

## Portugal
Trata-se de uma espécie presente no território português, nomeadamente os seguintes táxones infraespecíficos:
- Luzula multiflora subsp. congesta - presente no Arquipélago dos Açores e no Arquipélago da Madeira. Em termos de naturalidade é nativa das duas regiões atrás referidas. Não se encontra protegida por legislação portuguesa ou da Comunidade Europeia.
- Luzula multiflora subsp. multiflora - presente em Portugal Continental, no Arquipélago dos Açores e no Arquipélago da Madeira. Em termos de naturalidade é nativa das três regiões atrás referidas. Não se encontra protegida por legislação portuguesa ou da Comunidade Europeia.